# Aporocosmus lamprodeta
Aporocosmus lamprodeta is een vlinder uit de familie van de grasmotten (Crambidae). De wetenschappelijke naam van deze soort is voor het eerst voorgesteld als Eurycreon lamprodeta door Edward Meyrick in een publicatie uit 1886.
De soort komt voor in Papoea-Nieuw-Guinea en Australië.